# 方強
方強（ほう きょう、1912年2月13日 - 2012年2月8日）は、中華人民共和国解放軍の軍人。開国中将。

## 概要
1912年湖南省生まれ。旧称「方鰲軒」あるいは別名で「方長」。陸上での軍歴を重ね解放軍中将。南海艦隊初代の司令員（兼任政治委員）、海軍副司令委員などを歴任。一級八一勲章、一級独立自由勲章、一級解放勲章などを叙勲。著書多数ある。混乱期の軍人にしては珍しく詳細な軍歴が残っている。

## 来歴
- 1912年 湖南省に生まれる
- 1925年 参加革命
- 1926年9月 中国共産主青年団加入
- 1927年9月 中国共産党党員
- 1926年 湖南平江県献鐘工人糾察隊区隊長、平江青年義勇隊区隊政治指導員
- 1928年 中国工衣革命軍に参加、遊撃隊宣伝隊組長
- 1930年8月 中国工衣紅軍第5軍第3師第7団連政治委員
- 1931年春-1932年4月 紅3軍団第5軍第1師第2団政治委員、党委書記
- 1932年8月 中華ソビエト共和国臨時中央政府警守営政治委員
- 1933年3月 中革軍委警守団政治委員
- 1933年春-6月 瑞金守戍区模範団政治委員
- 1933年6月-8月 紅9軍団第3師第7団政治委員
- 1933年9月 粤贛軍区第22師政治委員兼政治部主任
- 1933年11月 中共粤贛省委員会執行委員。“囲剿”作戦に参加
- 1934年10月 参加長征、同年12月至1935年7月任中央軍委縦隊幹部団総支書記
- 1936年10月 11月西路軍編入“西征”作戦に参加
- 1936年10月-1937年3月 紅軍西路軍第9軍政治部宣伝部部長
- 1937年4月 西路軍失敗、在獄中組編党支部支部書記
- （全国抗日戦争時期）
- 1937年8月-12月 八路軍第129師第385旅政治部主任
- 1937年10月-1941年 中央軍委総政治部組編部部長
- 1938年12月 中央軍委総政治部党務委員会副主席、中共中央学校管理委員会委員
- 1939年初 中央軍委華北戦地工作考察団団長
- 1941年3月-9月 任中央軍委秘書長、留守兵団副政治委員兼政治部主任
- 1942年1月-1945年8月 陝甘寧辺区隴東分区警備司令部副政治委員
- 1942年5月 中共中央西北局候補委員
- 1942年6月 西北局民兵工作委員会成員
- 1942年8月 西北局友軍工作委員会委員
- 1945年4月-6月 陝甘寧辺区代表団成員出席中共七大
- 1945年12月-1946年8月 合江軍区司令員兼第一軍分区（亦称依蘭軍分区）司令員（至1946年4月）
- 1945年底-1946年6月 中共合江省工作委員会委員、軍事部部長
- 1946年1月-1947年2月 合江軍区党委副書記
- 1946年8月-1947年2月 合江軍区政治委員
- 1946年6月-1947年2月 中共合江省委常務委員、軍事部部長（至1946年8月）
- 1946年10月-12月 佳木斯守戍司令部政治委員
- 1946年12月-1947年2月 司令員
- 1947年5月-8月 東満独立師師長
- 1947年6月-1948年2月 中共吉林省委委員
- 1947年9月-12月 東北民主聯軍第10縦隊第30師師長
- 1947年11月-12月 師党委委員
- 1948年1月-1949年3月 東北野戦軍第10縦隊第141師師長、師党委常委
- 1948年3月-11月 第10縦隊副司令員
- 1948年11月-1949年3月 東北野戦軍第13兵団第47軍副軍長、党委常委
- 1949年3月 兼任第141師師長
- 1949年4月-9月 中国人民解放軍第四野戦軍第15兵団第44軍軍長、党委常委。遼瀋戦役、平津戦役、広東戦役に参加
- 1949年10月-1950年10月 中国人民解放軍第44軍軍長、党委常委
- 1950年10月-1951年4月 中国人民解放軍広東軍区第二副司令員、中国人民解放軍中南軍区海軍司令員兼政治委員、臨時党委書記
- 1951年6月-1953年1月任中南軍政委員会委員
- 1953年2月-6月 基地党委書記
- 1953年3月-1959年2月 中国人民解放軍海軍第三副司令員
- 1953年-1960年7月 海軍党委常務委員
- 1954年　海軍指揮学院に学ぶ
- 1955年9月 中将
- 1957年10月-1959年2月 中国人民解放軍海軍軍事学院院長兼政治委員、党委書記
- 1959年1月-1965年8月 中国人民解放軍海軍副政治委員
- 1960年1月-9月 国務院第一機械工業部副部長
- 1961年底-1969年12月 国務院国防工業辦公室副主任、中央軍委国防工業委員会副主任（1962年11月起）兼秘書長
- 1963年9月-1967年5月 国務院中共第六機械工業部部長
- 1963年 10月-1964年10月 第六機械工業部党組書記
- 1964年10月-1966年8月 中共第六機械工業部委員会書記
- 1973年9月-1977年9月 国務院国防工業辦公室主任
- 1975年10月-1976年10月 国務院国防工業辦公室核心小組組長
- 1979年5月-1982年8月 中国人民解放軍海軍副司令員
- 1981年5月-1982年12月 海軍党委常務委員

## 著書
- 紅軍戦士話当年
- 為祖国而戦
- 為国防而戦
- 留蘇学習筆記
- 赤誠集